# New Richland (Minnesota)
New Richland – miasto w Stanach Zjednoczonych, w stanie Minnesota, w hrabstwie Waseca.